# サムソン・ヤボン
サムソン・ヤボン（トク・ピシン: Samson Yabon）は、パプアニューギニアの外交官。2003年4月から2005年3月にかけて神戸大学で、2007年4月から2009年3月にかけて早稲田大学大学院で修学した。
2016年11月、駐日パプアニューギニア大使館に参事官として赴任。ガブリエル・ジョン・クレロ・ドゥサバ大使の離任を受けて、2017年4月22日より約4年半にわたって臨時代理大使を兼任した。
駐日臨時代理大使として在任中の2019年10月22日、皇居正殿松の間で今上天皇の即位礼正殿の儀が執り行われ、ボブ・ダダイ総督と共に参列した。